# 21-й гвардейский истребительный авиационный полк
21-й гварде́йский истреби́тельный авиацио́нный Черка́сский Краснознамённый о́рдена Куту́зова полк (21-й гв. иап) — воинская часть Военно-воздушных сил (ВВС) Вооружённых Сил РККА, принимавшая участие в боевых действиях Великой Отечественной войны.

## Наименования полка
За весь период своего существования полк несколько раз менял своё наименование:
- 25-й истребительный авиационный полк;
- 38-й истребительный авиационный полк;
- 21-й гвардейский истребительный авиационный полк;
- 21-й гвардейский истребительный авиационный Краснознамённый полк;
- 21-й гвардейский истребительный авиационный Черкасский Краснознамённый полк;
- 21-й гвардейский истребительный авиационный Черкасский Краснознамённый ордена Кутузова полк;
- Полевая почта 06851.

## Создание полка
21-й гвардейский истребительный авиационный полк образован 3 мая 1942 года путём преобразования из 38-го истребительного авиационного полка на основании Приказа НКО СССР.

## Расформирование полка
21-й гвардейский Черкасский Краснознамённый ордена Кутузова истребительный авиационный полк был расформирован в составе 23-й гвардейской истребительной авиационной дивизии 2-й воздушной армии Центральной группы войск (Австрия)

## В действующей армии
В составе действующей армии:

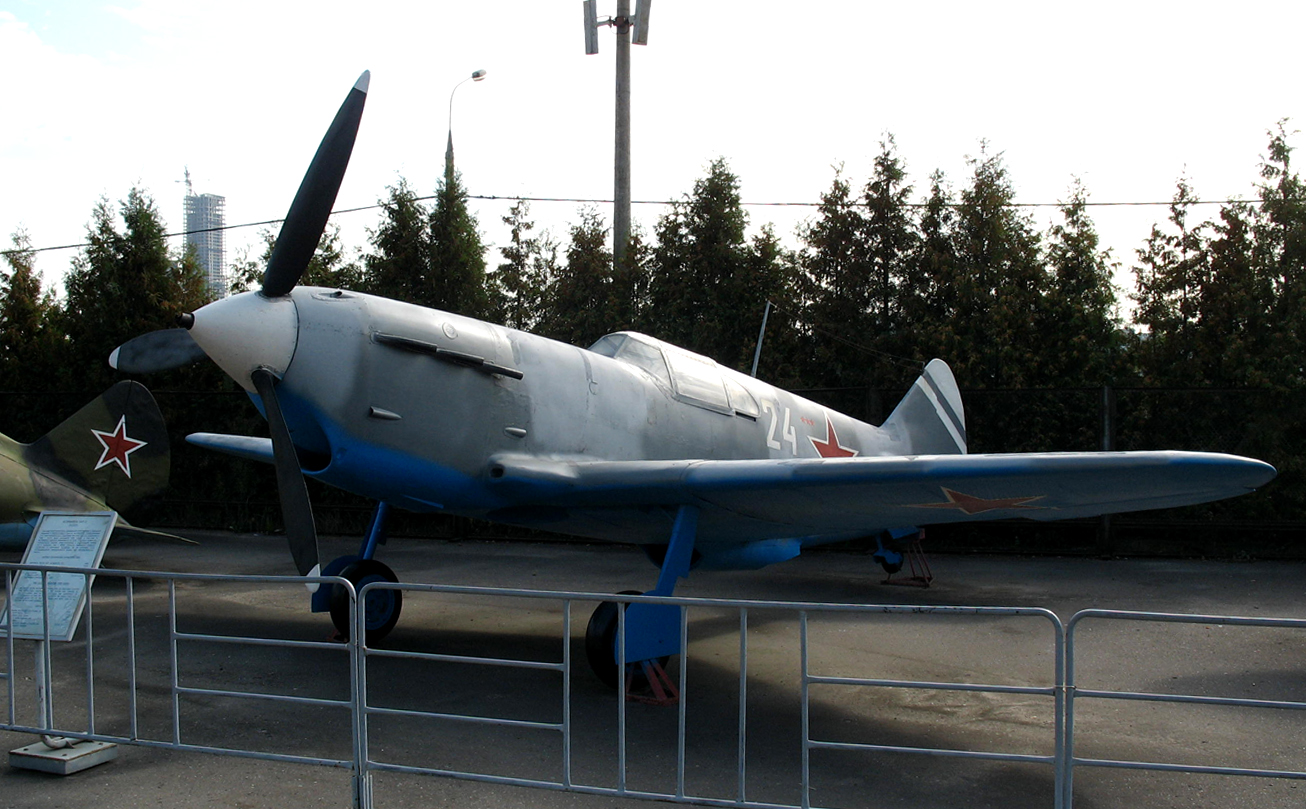
Истребитель ЛаГГ-3

- с 3 мая 1942 года по 4 февраля 1943 года, всего — 277 дней
- с 10 августа 1943 года по 21 сентября 1943 года, всего — 42 дня
- с 4 октября 1943 года по 11 мая 1945 года, всего — 585 дней

Итого — 904 дня

## Командиры полка
- гвардии майор Ожередов Павел Иванович (погиб), 3.05.1942 — 19.05.1942
- гвардии майор Соболев Николай Григорьевич, 04.06.1942 — 05.09.1942
- гвардии бригадный комиссар Юдаев Алексей Терентьевич, 05.09.1942 — 01.10.1942
- гвардии майор Бобров Владимир Иванович, 20.10.1942 — 17.11.1942
- гвардии подполковник Конев Георгий Николаевич (погиб), 24.11.1942 — 26.12.1942
- гвардии подполковник Соболев Николай Григорьевич, 23.03.1943 — 04.09.1943
- гвардии майор Жуйков Георгий Сергеевич, 30.09.1943 — 08.05.1944
- гвардии майор Сергов Алексей Иванович, 09.05.1944 — 31.12.1945

## В составе соединений и объединений
| Период        | Фронт (округ)            | армия               | корпус                                            | дивизия                                             | примечание                                           |
| ------------- | ------------------------ | ------------------- | ------------------------------------------------- | --------------------------------------------------- | ---------------------------------------------------- |
| 03.05.1942 г. | Северо-Западный фронт    | ВВС 11-й армии      |                                                   |                                                     | Полк преобразован в гвардейский, ЛаГГ-3              |
| 01.06.1942 г. | Северо-Западный фронт    | 6-я воздушная армия |                                                   | 240-я истребительная авиационная дивизия            | ЛаГГ-3, начали поступать Як-1                        |
| 04.02.1943 г. | Московский военный округ |                     |                                                   | 2-й запасной истребительный авиационный полк        | ст. Сейма, доукомплектование, переформирование, Як-1 |
| 01.03.1943 г. | Сибирский военный округ  |                     |                                                   | 45-й запасной истребительный авиационный полк       | Красноярск, переучивание на Р-39 «Аэрокобра»         |
| 01.06.1943 г. | Московский военный округ |                     |                                                   | 22-й запасной истребительный авиационный полк       | Иваново, переучивание на Р-39 «Аэрокобра»            |
| 10.08.1943 г. | Степной фронт            | 5-я воздушная армия |                                                   | 304-я истребительная авиационная дивизия            | Р-39 «Аэрокобра»                                     |
| 04.10.1943 г. | Степной фронт            | 5-я воздушная армия | 7-й истребительный авиационный корпус             | 304-я истребительная авиационная дивизия            | Р-39 «Аэрокобра»                                     |
| 20.10.1943 г. | 2-й Украинский фронт     | 5-я воздушная армия | 7-й истребительный авиационный корпус             | 304-я истребительная авиационная дивизия            | Р-39 «Аэрокобра»                                     |
| 08.07.1944 г. | 1-й Украинский фронт     | 8-я воздушная армия | 7-й истребительный авиационный корпус             | 304-я истребительная авиационная дивизия            | Р-39 «Аэрокобра»                                     |
| 27.10.1944 г. | 1-й Украинский фронт     | 8-я воздушная армия | 6-й гвардейский истребительный авиационный корпус | 23-я гвардейская истребительная авиационная дивизия | Р-39 «Аэрокобра»                                     |
| 27.10.1944 г. | 1-й Украинский фронт     | 8-я воздушная армия | 6-й гвардейский истребительный авиационный корпус | 23-я гвардейская истребительная авиационная дивизия | Р-39 «Аэрокобра»                                     |
| 11.05.1945 г. | 1-й Украинский фронт     | 8-я воздушная армия | 6-й гвардейский истребительный авиационный корпус | 23-я гвардейская истребительная авиационная дивизия | Австрия, Р-39 «Аэрокобра»                            |
| 10.06.1945 г. | Центральная группа войск | 2-я воздушная армия |                                                   | 23-я гвардейская истребительная авиационная дивизия | Австрия, Р-39 «Аэрокобра»                            |
| 01.03.1947 г. | Центральная группа войск | 2-я воздушная армия |                                                   | 23-я гвардейская истребительная авиационная дивизия | Австрия, Р-39 «Аэрокобра», расформирован             |

## Участие в операциях
- Белгородско-Харьковская стратегическая наступательная операция («Полководец Румянцев»)[6] — с 3 августа 1943 года по 23 августа 1943 года.
- Кировоградская операция[6] — с 5 января 1944 года по 16 января 1944 года.
- Корсунь-Шевченковская операция[6] — с 24 января 1944 года по 17 февраля 1944 года.
- Уманско-Ботошанская операция[6] — с 5 марта 1944 года по 17 апреля 1944 года.
- Львовско-Сандомирская операция[6] — с 13 июля 1944 года по 3 августа 1944 года.
- Карпатско-Дуклинская операция — с 27 октября 1944 года по 28 октября 1944 года.
- Висло-Одерская операция — с 12 января 1945 года по 3 февраля 1945 года.
- Сандомирско-Силезская операция[6] — с 12 января 1945 года по 3 февраля 1945 года.
- Нижне-Силезская операция[6] — с 8 февраля 1945 года по 24 февраля 1945 года.
- воздушная блокада Бреслау — с 23 февраля 1945 года по 6 мая 1945 года.
- Верхне-Силезская операция[6] — с 15 марта 1945 года по 31 марта 1945 года.
- Берлинская операция[6] — с 16 апреля 1945 года по 8 мая 1945 года.
- Пражская операция[6] — с 6 мая 1945 года по 11 мая 1945 года.

## Почётные наименования

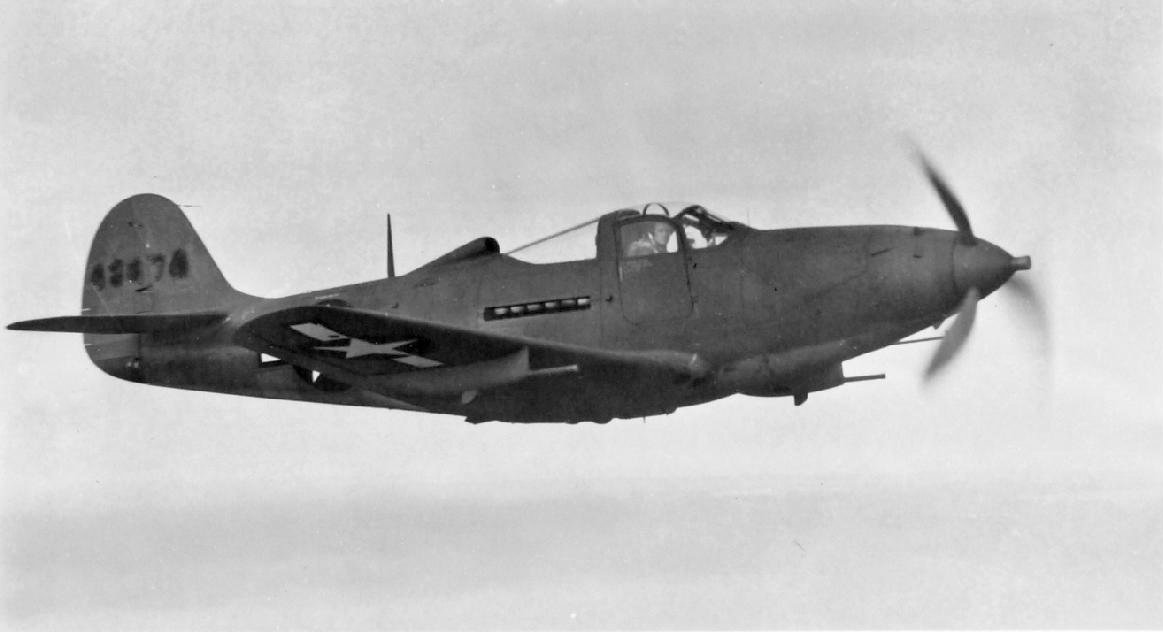
Р-39 Аэрокобра

- За образцовое выполнение заданий командования при овладении крупным экономическим центром Украины — городом Черкассы — важным узлом обороны немцев на правом берегу Днепра приказом ВГК 21-му гвардейскому Краснознамённому истребительному авиационному полку присвоено почётное наименование «Черкасский»[7]

## Награды
- 21-й гвардейский истребительный авиационный полк 21 июля 1942 года за образцовое выполнение боевых заданий командования в боях с немецкими захватчиками и проявленные при этом доблесть и мужество Указом Президиума Верховного Совета СССР награждён Орденом Красного Знамени[8]
- 21-й гвардейский Черкасский Краснознамённый истребительный авиационный полк 26 апреля 1945 года за образцовое выполнение заданий командования в боях при овладении городами Ратибор и Бискау и проявленные при этом доблесть и мужество Указом Президиума Верховного Совета СССР награждён Орденом Кутузова III степени[9]

## Отличившиеся воины полка
- Конев Георгий Николаевич, подполковник, командир 21-го гвардейского истребительного авиационного полка 240-й истребительной авиационной дивизии удостоен звания Герой Советского Союза 1 мая 1943 года. Посмертно.
- Глотов Николай Иванович, лётчик полка, младший лейтенант, удостоен звания будучи командиром звена 129-го гвардейского истребительного авиационного полка 22-й гвардейской истребительной авиационной дивизии 6-го гвардейского истребительного авиационного корпуса 2-й воздушной армии, 27 июня 1945 года удостоен звания Герой Советского Союза. Золотая Звезда № 7874
- Бобров Владимир Иванович, полковник, командир 21-го гвардейского истребительного авиационного полка удостоен звания Герой Советского Союза 20 марта 1991 года. Золотая Звезда № 11645
- Сергов Алексей Иванович, майор, командир 21-го гвардейского истребительного авиационного полка удостоен звания Герой Советского Союза 28 сентября 1943 года.
- Чапчахов, Лазарь Сергеевич, батальонный комиссар эскадрильи 38-го истребительного авиационного полка Северо-Западного фронта, лейтенант, 21 июля 1942 года удостоен звания Герой Советского Союза. Посмертно.

## Благодарности Верховного Главнокомандующего
Верховным Главнокомандующим дивизии объявлены благодарности:
- За овладение городом Черкассы[10]
- За разгром окружённой группировки противника юго-западнее Оппельна и овладении в Силезии городами Нойштадт, Козель, Штейнау, Зюльц, Краппитц, Обер-Глогау, Фалькенберг[11]

## Статистика боевых действий
Всего за годы Великой Отечественной войны полком:
| Выполнено боевых вылетов | Сбито самолётов в воздухе | Уничтожено самолётов всего |
| ------------------------ | ------------------------- | -------------------------- |
| 10549                    | 398                       | 402                        |

Свои потери:
| Потеряно самолётов, всего | Погибло лётчиков всего | Погибло лётчиков в воздушных боях | Не вернулись с боевого задания | Погибло при налётах и прочие небоевые потери | Погибло в авиакатастрофах и умерло от ран |
| ------------------------- | ---------------------- | --------------------------------- | ------------------------------ | -------------------------------------------- | ----------------------------------------- |
| 168                       | 93                     | 42                                | 34                             | 4                                            | 13                                        |